# قانون اساسی ۱۹۵۶ مصر
قانون اساسی ۱۹۵۶ مصر قانون اساسی مصر از ۲۳ ژوئن ۱۹۵۷ تا ۱۹۵۸ و از ۱۹۶۱ تا سال ۱۹۶۴ بود. این قانون جای قانون اساسی ۱۹۲۳ و در ادامه جای قانون اساسی ۱۹۵۸ را گرفت.